# (17426) 1989 CS1
(17426) 1989 CS1 là một tiểu hành tinh vành đai chính. Nó được phát hiện bởi Yoshiaki Oshima ở đài thiên văn Gekko ở tỉnh Shizuoka của Nhật Bản, ngày 5 tháng 2 năm 1989.